# Kyle Kendrick
Kyle Rodney Kendrick (ur. 26 sierpnia 1984) – amerykański baseballista, który występował na pozycji miotacza.

## Przebieg kariery
Kendrick został wybrany w 2003 roku w siódmej rundzie draftu przez Philadelphia Phillies i początkowo występował w klubach farmerskich tego zespołu, między innymi w Reading Phillies, reprezentującym poziom Double-A. W Major League Baseball zadebiutował 13 czerwca 2007 w meczu przeciwko Chicago White Sox, rozgrywanego w ramach interleague play.
W sezonie 2008 Phillies awansowali do World Series, w których pokonali Tampa Bay Rays 4–1, jednak Kendrick otrzymał mistrzowski pierścień, mimo że nie został powołany do składu na finały. 26 maja 2012 w meczu przeciwko St. Louis Cardinals rozegrał pełny mecz, w którym zaliczył pierwszy w karierze shutout. W lutym 2015 związał się roczną umową z Colorado Rockies.
W grudniu 2015 podpisał niegwarantowany kontrakt z Atlanta Braves, zaś w kwietniu z Los Angeles Angels of Anaheim. W styczniu związał się na tej samej zasadzie z Boston Red Sox.

## Nagrody i wyróżnienia
| Nagroda/wyróżnienie      | Lata | Źródło |
| Zwycięzca w World Series | 2008 | [ 1 ]  |